# Charles Clapper
Charles Ellis Clapper (né le 20 décembre 1875 à Tennessee (États-Unis) et mort le 14 septembre 1937 à Chicago (États-Unis)) est un lutteur sportif américain.

## Biographie
Charles Clapper obtient une médaille de bronze olympique, en 1904 à Saint Louis en poids plume.